# Armor Games
Armor Games — веб-сайт, основанный в Ирвайне, в штате Калифорния. На сайте размещаются бесплатные браузерные Flash-игры различных жанров (например, приключенческие игры, аркады, головоломки и MMO). Основан в 2004 году Даниэлем МакНили.
Пользователи могут общаться в чате и создавать профили. Armor Games иногда спонсирует создание игр и «курирует» их. Каждая игра поддерживается отдельным разработчиком. В некоторых играх доступна система достижений. В последние годы[когда?] Armor Games начал поддерживать теги HTML5.

## Известные игры, спонсируемые сайтом
- GemCraft
- GemCraft Chapter 0
- GemCraft Labyrinth
- Kingdom Rush
- Огонь и Вода
- Super Drift 3D

##### Armor Games Studios
Под названием Armor Games Studios компания начала разрабатывать и публиковать инди-игры для Steam, мобильных устройств и консолей. 
| Название                   | Разработчик(и)           | Жанр(ы)                      | Платформы                                     |
| -------------------------- | ------------------------ | ---------------------------- | --------------------------------------------- |
| Pinstripe                  | Atmos Games              | Action-adventure             | Microsoft Windows, macOS, Linux               |
| Sonny                      | Krin Juangbhanich        | RPG                          | Microsoft Windows, macOS, iOS                 |
| Soda Dungeon               | Afro-Ninja Productions   | RPG                          | Microsoft Windows, iOS, Android               |
| Sentry Knight Tactics      | Tyler Myers, Justin Wolf | RPG, Strategy                | Microsoft Windows, macOS                      |
| Super Chibi Knight         | PestoForce               | RPG, Action-adventure        | Microsoft Windows, macOS, Linux               |
| The Big Journey            | Catfishbox               | Adventure                    | iOS, Android                                  |
| Cursed Treasure 2          | IriySoft                 | Strategy, Tower-defense      | Microsoft Windows, macOS, Linux, iOS, Android |
| GemCraft - Chasing Shadows | GameinaBottle            | Strategy, RPG, Tower-defense | Microsoft Windows                             |